# علي ب

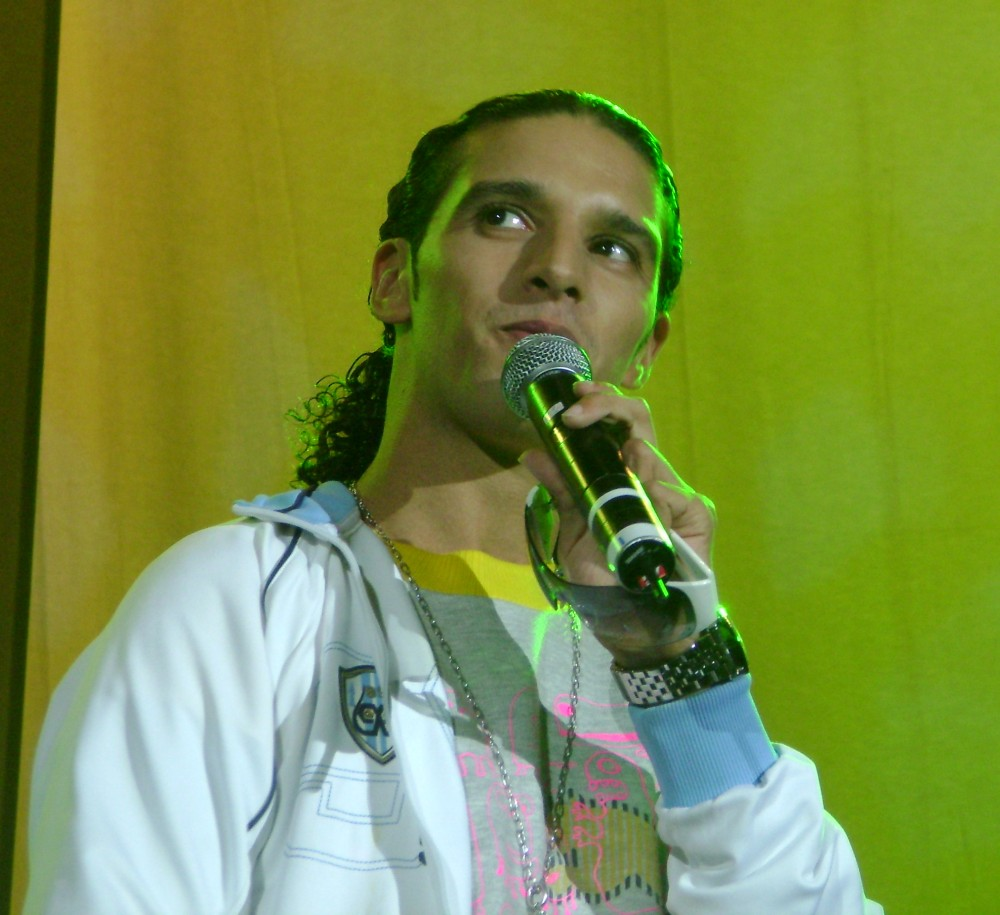
Ali B

علي بوعلي (بالأحرف اللاتينية Ali Bouali) معروف أكثر باسمه الفني علي ب (بالأحرف اللاتينية Ali B) هو رابر هولندي مشهور من أصل مغربي مولود في زانستاد، هولندا في 16 أكتوبر/تشرين الأول 1981.

## الأغاني
أبرزها:
- 2004: Ik ben je zat
- 2004: Wat zou je doen
- 2005: Leipe mocro flavour
- 2005: Hartendief
- 2006: Ghetto remix
- 2006: Rampeneren
- 2006: Wij houden van Oranje

## وصلات خارجية
- علي ب على موقع IMDb (الإنجليزية)
- علي ب على موقع ميوزك برينز (الإنجليزية)
- علي ب على موقع أول ميوزيك (الإنجليزية)
- علي ب على موقع ديسكوغز (الإنجليزية)
- علي ب على موقع قاعدة بيانات الفيلم (الإنجليزية)

- الموقع الرسمي